# Ben Barnes
Pour les articles homonymes, voir Barnes.
Benjamin Barnes, dit Ben Barnes, né le 20 août 1981 à Londres, est un acteur et chanteur britannique. Il est principalement connu pour avoir joué Caspian dans les 2e et 3e opus du Monde de Narnia, Logan Delos dans la série Westworld, Billy Russo / Jigsaw dans la série The Punisher et le général Kirigan dans la série Shadow and Bone.

## Biographie
Ben Barnes est né le 20 août 1981 dans le sud-ouest de Londres. Son père, Thomas Barnes, est un professeur de psychiatrie et sa mère, Tricia Barnes, de confession juive et originaire d'Afrique du Sud, est psychothérapeute. Il a un frère cadet, Jack. Il est également le cousin lointain de l'ancien secrétaire d’état américain Henry Kissinger.
Enfant, il se rêve tout d'abord joueur de criquet, puis chanteur avant de décider à 15 ans de se lancer dans le milieu du théâtre à la suite de la rencontre avec les acteurs de la troupe du National Youth Music Theatre qu'il intègre à 16 ans. Il y joue pendant 6 ans. Après le lycée, il part pour Los Angeles où il tente de percer en jouant dans quelques séries, avant de retourner à Londres reprendre ses études à l'université Kingston dont il ressort en 2004 avec un diplôme en littérature anglaise et art dramatique.

## Carrière

### Début de carrière: De chanteur à acteur
Ben commence sa carrière d'acteur dans le théâtre musical. À quinze ans, il décroche son premier vrai travail en tant que batteur dans l'adaptation musicale de Bugsy Malone. Il devient brièvement chanteur dans le groupe de pop, Hyrise, qui était en course pour représenter le Royaume Uni à l'Eurovision en 2004, avec son interprétation du titre "Leading Me On"[réf. souhaitée]. Cependant ils perdent face à James Fox.
C'est en 2006 qu'il commence sa carrière d'acteur à la télévision, dans la série télévisée Doctors. Il joue également la même année dans le téléfilm Split Decision de Simon West.

### 2007-à présent: Ses débuts au cinéma et retour à la télévision

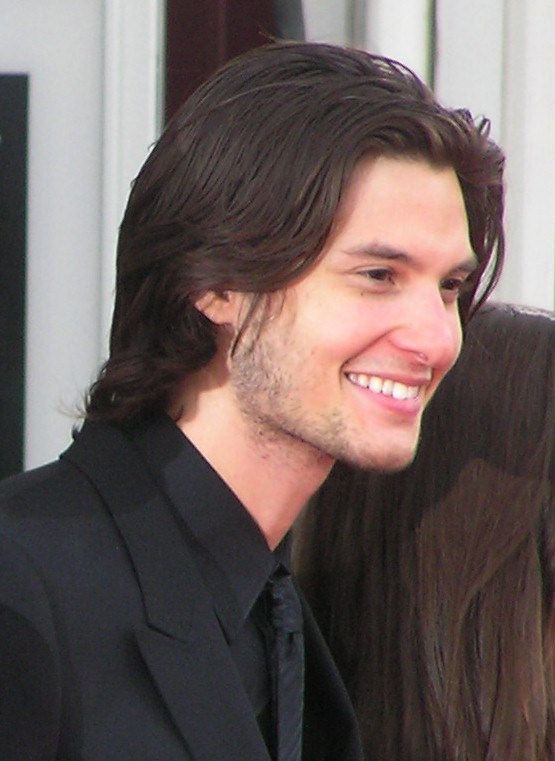
Ben Barnes à la première de Le Monde de Narnia : Le Prince Caspian en 2008.

En 2007, il apparaît dans le film Stardust, le mystère de l'étoile, puis retourne sur les planches afin de jouer dans The History Boys. C'est durant une des représentations qu'il est repéré pour auditionner dans le rôle du prince Caspian du monde de Narnia, rôle qu'il obtient en déclarant notamment qu'il a une bonne expérience équestre, expérience se réduisant en réalité à la montée d'un poney Shetland à l'âge de 8 ans. Andrew Garfield auditionnait aussi pour le rôle de Caspian, mais fut recalé car jugé "pas assez beau".
Après Le Monde de Narnia : Le Prince Caspian, il enchaîne avec la comédie romantique Un mariage de rêve. Ce film est une adaptation de la pièce de Noël Coward : Easy Virtue, déjà adaptée au cinéma par Alfred Hitchcock, alors tout jeune réalisateur. Après ce film, il retrouve Colin Firth pour jouer dans Le Portrait de Dorian Gray où il tient le rôle-titre.
Quelques mois plus tard, il retrouve le personnage de Caspian pour le troisième chapitre Le Monde de Narnia : L'Odyssée du Passeur d'Aurore. Durant le tournage, il reçoit le script de Killing Bono, comédie sur le groupe irlandais U2 et le critique musical Neil McCormick. Ben Barnes a déclaré que, de tous les films dans lesquels il a joué, Killing Bono était son préféré.
Du 28 septembre 2010 au 15 janvier 2011 il a joué la pièce Birdsong mise en scène par Trevor Nunn au Comedy Theater dans le West End à Londres.
En 2012, il joue dans la comédie Un grand mariage, remake du film français Mon frère se marie, aux côtés de Robert de Niro, Diane Keaton et Katherine Heigl.
En 2014, il joue dans By the Gun (en) de James Mottern. En 2015, il joue dans Jackie and Ryan d'Ami Canaan Mann aux côtés de Katherine Heigl et dans Le Septième Fils de Sergueï Bodrov, où il interprète Tom Ward.
Le 20 juillet 2015, il est annoncé qu'il remplacerait Eion Bailey dans la série télévisée Westworld. La première saison est diffusée en automne 2016 sur HBO.
En septembre 2016, il décroche le rôle de l'antagoniste Billy Russo / Jigsaw dans la série télévisée The Punisher. La série sera diffusée sur Netflix en 2017.
Il joue le rôle du général Kirigan dans la série Shadow and Bone : La Saga Grisha, adaptée des romans de Leigh Bardugo et diffusé le 23 avril 2021 sur la plateforme Netflix.
En 2024, il est attendu au générique du film The Critic, dont Ian McKellen et Gemma Arterton sont les vedettes, au sein d'un casting qui réunit également Mark Strong, Lesley Manville et Romola Garai.

## Filmographie

### Cinéma

#### Longs métrages
- 2007 : Stardust, le mystère de l'étoile (Stardust) de Matthew Vaughn : Dunstan Thorn jeune
- 2007 : Bigga than Ben de S.A. Halewood : Cobakka
- 2008 : Le Monde de Narnia : Le Prince Caspian (The Chronicles of Narnia: Prince Caspian) de Andrew Adamson : Prince Caspian
- 2009 : Un mariage de rêve (Easy Virtue) de Stephan Elliott : John Whittaker
- 2009 : Le Portrait de Dorian Gray (Dorian Gray) d'Oliver Parker : Dorian Gray
- 2010 : Le Monde de Narnia : L'Odyssée du Passeur d'Aurore (The Chronicles of Narnia : The Voyage of the Dawn Treader) de Michael Apted : Roi Caspian
- 2010 : Locked in de Suri Krishnamma : Joshua
- 2011 : Killing Bono de Nick Hamm : Neil McCormick
- 2012 : The Words de Brian Klugman : le jeune homme
- 2012 : Un grand mariage (The Big Wedding) de Justin Zackham : Alejandro Griffin
- 2014 : By the Gun (en) de James Mottern : Nick Tortano
- 2015 : Jackie and Ryan d'Ami Canaan Mann : Ryan
- 2015 : Le Septième Fils (The Seventh Son) de Sergueï Bodrov : Tom Ward
- 2023 : The Critic : Stephen Wyley

#### Court métrage
- 2017 : Soteria de James Ayling : Danny Wolf

### Télévision

#### Séries télévisées
- 2006 : Doctors : Craig Unwin
- 2015 : Sons of Liberty : Sam Adams
- 2016 - 2018 : Westworld : Logan Delos
- 2017 - 2019 : The Punisher :  Billy Russo / Jigsaw
- 2019 : Le Doute (Gold Digger) : Benjamin Greene
- 2021 - 2023 : Shadow and Bone : La Saga Grisha (Shadow and Bone) : Général Aleksander Kirigan / Le Darkling
- 2022 : Le Cabinet de curiosités de Guillermo del Toro (Guillermo del Toro's Cabinet of Curiosities) : Thurber (1 épisode)
- 2023 : Black Mirror : lui-même (saison 6, épisode 1)
- 2025 : The Institute : Tim Jamieson

#### Téléfilms
- 2006 : Split Decision de Simon West : Chris Wilbur
- 2015 : Exposed de Patty Jenkins : Stoya

## Théâtre
- 2007 - 2008 : The History Boys de Alan Bennett : Dakin
- 2010 - 2011 : Birdsong de Sebastian Faulks : Stephen Wraysford

## Voix francophones
En France, Ben Barnes est régulièrement doublé par Emmanuel Garijo.
Au Québec, il est principalement doublé par Nicolas Charbonneaux-Collombet.
En France
| - Emmanuel Garijo dans : - Le Monde de Narnia : Le Prince Caspian - Le Monde de Narnia : Le Prince Caspian (jeu vidéo) - Le Monde de Narnia : L'Odyssée du Passeur d'Aurore - Un grand mariage - Le Septième Fils - Westworld (série télévisée) - The Punisher (série télévisée) - Shadow and Bone : La Saga Grisha (série télévisée) - L'Institut (série télévisée) | Et aussi - Alexis Tomassian dans Un mariage de rêve - Sébastien Hébrant dans Le Portrait de Dorian Gray - Alexandre Crépet dans Killing Bono - Thomas Roditi dans The Words - Mathieu Moreau dans Jackie and Ryan - Rémi Caillebot dans Le Doute (mini-série) - Marc Arnaud dans Le Cabinet de curiosités de Guillermo del Toro (série télévisée) - Simon Larvaron dans Black Mirror (série télévisée) - Alexandre Coadour dans The Critic |

Au Québec
| - Nicolas Charbonneaux-Collombet dans : - Les Chroniques de Narnia : Le Prince Caspian - Le Portrait de Dorian Gray - Les Chroniques de Narnia : L'Odyssée du Passeur d'Aurore - Les Mots - Le Septième Fils |